# Diskrete Exponentialfunktion
Die diskrete Exponentialfunktion (auch modulare Exponentiation oder modulares Potenzieren)
{\displaystyle b^{x}\ {\bmod {\ }}m}
liefert den Rest bei Division von {\displaystyle b^{x}} durch {\displaystyle m}. Die Umkehrung der diskreten Exponentialfunktion heißt diskreter Logarithmus.
Die diskrete Exponentialfunktion ist auch für große Exponenten effizient berechenbar. Für die Umkehrung, also die Berechnung des Exponenten {\displaystyle x}, bei gegebener Basis {\displaystyle b}, Modul {\displaystyle m} und gewünschtem Ergebnis, ist allerdings bis heute kein schneller Algorithmus bekannt. Die diskrete Exponentialfunktion wird daher als Einwegfunktion in asymmetrischen Kryptosystemen verwendet.
Zur effizienten Berechnung der diskreten Exponentialfunktion kann der Satz von Euler und das Square & Multiply-Verfahren verwendet werden.